# Doddachinnapalli, Bangarapet
Doddachinnapalli là một làng thuộc tehsil Bangarapet, huyện Kolar, bang Karnataka, Ấn Độ.